# Marie Page
 (novembre 2017).
Si vous disposez d'ouvrages ou d'articles de référence ou si vous connaissez des sites web de qualité traitant du thème abordé ici, merci de compléter l'article en donnant les références utiles à sa vérifiabilité et en les liant à la section « Notes et références ».
Pour les articles homonymes, voir Page.
Marie Page est une romancière et nouvelliste québécoise née dans le Jura en France. Elle est arrivée au Québec à 23 ans.

## Œuvres

### Romans
- Petite Douceur, Éditions Balzac, Collection de l'œil, Montréal, 1997.
- Poupées gigognes, Éditions Balzac, Montréal, 1995.
- L'Idole, Éditions Héritage, Collection Échos, Montréal, 1995.
- Le Gratte-mots, Éditions Héritage, Collection Échos, Montréal, 1992.
- Hot dog ou Petit Pain au chocolat, Éditions Flammarion, Collection Castor Poche, Paris, 1988.
- Vincent, Sylvie et les Autres, Éditions Héritage, Collection Pour lire avec toi, Montréal, 1985, réed. 1988.
- L'Enfant venu d'ailleurs, Éditions Héritage, Collection Pour lire avec toi, Montréal 1983, réed. 1988.

### Contes / Nouvelles
- Bottes botti botta, ERPI, collection Maxi rat de bibliothèque, Montréal 2011
- Le Charabia de Ramina, ERPI, Collection Rat de bibliothèque, série verte, Montréal 2010
- Vas-y princesse, Éditions Pierre Tisseyre, collection Papillon, Montréal, 2000.
- Hello, le soleil brille brille brille, dans Enfants terribles, Collection Courts toujours, Éditions Hachette, Paris, 1996.
- La Fée Miranda et son frère, À l'école des sorcières, Le géant et la petite fille» dans Sorcières, Fées et géants, Histoires courtes et amusantes, Éditions Lito, Paris, 1996.
- Caramel le petit chat, Éditions Lito, La bibliothèque des animaux, Paris, 1996.
- Où est passé le père Noël ? Contes de Noël, Éditions Marie-France, Collection J'aime lire, Montréal, 1994.
- Patte blanche dans La peur bleue, Éditions HMH Hurtubise, Collection Tête-Bêche, Montréal, 1994.
- Drôle d'école, ill. Normand Hudon, Éditions Triptyque, Montréal, 1989.

### Autres
- L’E-mail futé, Éditions d'Organisation, Paris, 2000.

### Traductions
- La Petite Fille aux allumettes, Anne et la Maison aux pignons verts, Ali Baba et les Quarante Voleurs, Sinbad le marin, L'Histoire d'Hélène Keller, Le Lac des cygnes, Lassie chien fidèle, Les Souliers rouges, L'Île au trésor, Les Quatre Filles du docteur March, Collection Minicontes classiques, Éditions Lito, Paris, 1995.

## Honneurs
- 1977 - Prix Yvette-Rousseau, La femme consommatrice
- 1981 - Prix Air Canada, Les Tribulations des rois de Rucence
- 1988 - Deuxième place du Grand Prix du jeune lecteur de Paris
- 1989 - Prix Gaston-Gouin, Drôle d'école
- 1990 - Prix Littérature de jeunesse de la Ville de Montvilliers, Hot dog ou petit pain au chocolat
- 1990 - Grand prix littéraire de la ville de Sherbrooke
- 1993 - Prix Alfred-DesRochers, Le Gratte-mots